# Killian Brennan
Kllian Brennan (Drogheda, 31 gennaio 1984) è un ex calciatore irlandese.

## Caratteristiche tecniche
Centrocampista mancino e normolineo, ricopre il ruolo di esterno sinistro; la sua peculiarità è l'abilità nell'esecuzione dei calci piazzati.

## Carriera
Cresciuto nell'Home Farm di Dublino, periodo nel quale ha rappresentato la Nazionale Under-16, è stato ingaggiato nel 2002 dal Peterborough United, ma l'esperienza inglese fu breve. Nel 2003 è tornato in Irlanda, ingaggiato da John Gill, allenatore del Dublin City, che all'epoca militava in First Division. In questo periodo rappresentò la Nazionale Under-19. È stato ingaggiato dal Bohemian il 27 novembre 2007. Il 14 gennaio 2012 si trasferisce allo Shamrock Rovers. Dopo una breve parentesi al Drogheda Utd, il giocatore torna al St Patrick's per le ultime due stagioni prima di ritirarsi nel 2018.

## Palmarès

### Club

#### Competizioni nazionali
- Campionato irlandese: 2

Bohemians: 2008, 2009
- Coppa d'Irlanda: 2

Derry City: 2006
Bohemians: 2008
- Coppa di Lega irlandese: 4

Derry City: 2006, 2007
Bohemians: 2009
Shamrock Rovers: 2013
- Supercoppa d'Irlanda: 1

St Patrick's: 2014